# کلوده
کلوده روستایی در دهستان اهلمرستاق جنوبی قرار دارد و براساس سرشماری مرکز آمار ایران در سال ۱۳۸۵، جمعیت آن ۱۱۲۵ نفر (۲۹۷خانوار) بوده‌است. این روستا به دلیل قرار گرفتن در سر راه ۱۴ روستای منطقه از اهمیت خاصی برخوردار است. کلوده از نظر جمعیتی بزرگ‌ترین روستای منطقه است کلوده دارای دو مسجد خاتم الانبیاء  واقع در گلزار شهدا و مسجد امام حسین واقع در بازار و دارای دو حسینیه، حسینیه امام خمینی و حسینیه علی ابن ابیطالب می‌باشد..

## پیشینه تاریخی
کلوده دهی از دهستان اهلمرستاق بود که در همان سال سفر ناصر الدین شاه ظاهراً ده خانوار جمعیت داشته که بر اساس محققان در رژیم گذشته بنگاه توتون و تنباکو در آنجا تأسیس گردید که در اراضی نسبتا وسیعی  به صورت دولتی اداره می شد. که محصولات آن شامل توتون، تنباکو، زردچوبه و کلم بود. رابینو نویسنده کتاب مازندران و استرآباد که به مدت شش سال از سال ۱۲۸۵ تا ۱۲۹۱ شمسی کنسول دولت بریتانیا در رشت بود در سالهای بهار ۱۲۸۸ و پاییز ۱۲۸۹ در سراسر مازندران و گرگان مسافرت می‌کند که تمام خط سیر خود مشاهدات خود را به جمع‌آوری پرداخته، او می نویسد :به اهلمرستاق که شعبه هراز است رسیدیم قریه اهلم در حدود سه ربع فرسخ از دریا و سه فرسخی سولده واقع است. سپس به رودخانه هراز آمدیم و از روی پل که با الوار ساخته بودند عبور کردیم و از محمودآباد راه خود را به سمت جنوب تعقیب نموده و از لکه موزی که قریه‌ای متعلق به تلیکسر و بعد از خود تلیکسر و ترسو و از میان جنگل انبوهی عبور کرده به خط آهن قدیمی رسیدیم که یگانه وسیله ارتباط بین محمودآباد و آمل به‌شکل راه باریکی در آمده که به ندرت از آنجا رفت و آمد می‌کردند که بعد ار عبور از گالشپل و ده کوچک به معصوم آباد و... رسیدیم که این ده کوچک همان کلوده است.

## آیین جامه پوشانی پیر عَلَم کلوده
آیین پیر عَلَم کلوده که چیزی حدود 100سال قدمت دارد در هفتم محرم برگزار می‌شود تاکنون زائران زیادی را از اقصی نقاط کشور پذیرا است. این عَلَم با روسری‌هایی که مردم نذر می‌کنند در هفتم محرم پوشانده شده و تا یک ماه قبل از آغاز محرم سال بعد در تکیه این روستا می ماند.